# Spoorlijn Mortagne-au-Perche - Sainte-Gauburge
De spoorlijn Mortagne-au-Perche - Sainte-Gauburge was een Franse spoorlijn van Mortagne-au-Perche naar Sainte-Gauburge-Sainte-Colombe. De lijn was 29,3 km lang en heeft als lijnnummer 425 000.

## Geschiedenis
De lijn werd geopend door de Compagnie des chemins de fer de l'Ouest op 29 december 1881. 
Reizigersverkeer werd opgeheven op 15 mei 1938. Goederenvervoer tussen Soligny-la-Trappe en Sainte-Gauburge werd opgeheven op 15 juli 1953 en tussen Mortagne-au-Perche en Soligny-la-Trappe op 17 augustus 1953.

## Aansluitingen
In de volgende plaatsen is of was er een aansluiting op de volgende spoorlijnen:
Mortagne-au-Perche
RFN 423 000, spoorlijn tussen Alençon en Condé-sur-Huisne
RFN 424 000, spoorlijn tussen Mortagne-au-Perche en L'Aigle
RFN 426 000, spoorlijn tussen Mamers en Mortagne-au-Perche
Sainte-Gauburge
RFN 395 000, spoorlijn tussen Saint-Cyr en Surdon